# Robertas Žulpa
Robertas Žulpa (Vilnius, 20 maart 1960 – 30 augustus 2024) was een Litouws zwemmer. Hij deed mee met de Olympische Spelen in 1980 voor de Sovjet-Unie. Hij won daar een gouden medaille op de 200m schoolslag met een tijd van 2.15,85.
In 1988 emigreerde hij naar Italië, waar hij jonge zwemmers trainde. Later werd hij vertaler van Italiaans en Russisch.
Žulpa overleed op 30 augustus op 65-jarige leeftijd.

## Internationale erelijst

### Olympische Zomerspelen
1980:  200m schoolslag

### Europese kampioenschappen
1981:  200m schoolslag

1983:  100m schoolslag

1983:  4x100m wisselslag

1983:  200m schoolslag

1908: Fred Holman ·
1912: Walter Bathe ·
1920: Håkan Malmrot ·
1924: Bob Skelton ·
1928: Yoshiyuki Tsuruta ·
1932: Yoshiyuki Tsuruta ·
1936: Tetsuo Hamuro ·
1948: Joe Verdeur ·
1952: John Davies ·
1956:  Masaru Furukawa ·
1960: Bill Mulliken ·
1964: Ian O'Brien ·
1968: Felipe Muñoz ·
1972: John Hencken ·
1976: David Wilkie ·
1980: Robertas Žulpa ·
1984: Victor Davis ·
1988: József Szabó ·
1992: Mike Barrowman ·
1996: Norbert Rózsa ·
2000: Domenico Fioravanti ·
2004: Kosuke Kitajima ·
2008: Kosuke Kitajima ·
2012: Dániel Gyurta ·
2016: Dmitri Balandin ·
2020: Zac Stubblety-Cook ·
2024: Léon Marchand
- Virtual International Authority File: 7766154260624324480009